# تونالا، خالیسکو
تونالا (به اسپانیایی: Tonalá) از شهرهای کشور مکزیک است که در ایالت خالیسکو قرار دارد و جمعیت آن طبق سرشماری سال ۲۰۱۰ میلادی ۴۰۸٬۷۵۹ نفر بوده است.